# Hemianax
Hemianax is een geslacht van libellen (Odonata) uit de familie van de glazenmakers (Aeshnidae).

## Soorten
Hemianax omvat 1 soort:
- Hemianax papuensis (Burmeister, 1839)